# Veendam
Veendam (anhörenⓘ) ist eine Gemeinde in der niederländischen Provinz Groningen. Bei einer Landfläche von 76 km² hatte Veendam am 1. Januar 2025 eine Einwohnerzahl von 27.688.
Zur Gemeinde gehören der Hauptort Veendam und das Nachbardorf Wildervank.

## Lage und Wirtschaft
Veendam, eine ehemalige Moorkolonie (siehe: Fehnsiedlungen), liegt etwa 20 km südöstlich der Provinzhauptstadt Groningen. Die seit 1953 nur noch im Güterverkehr bediente Eisenbahnstrecke nach Zuidbroek wird seit dem 1. Mai 2011 wieder im Personenverkehr zweimal stündlich mit durchgehenden Zügen nach Groningen befahren. Eine Autostraße (keine Autobahn) verbindet den Ort mit Assen und Hoogezand.
In Veendam befindet sich der Hauptsitz des AVEBE-Konzerns. Dieses Großunternehmen verarbeitet Kartoffeln zu den verschiedensten Produkten, u. a. Kartoffelstärke.
Dazu gibt es viele kleinere Fabriken und Handelsunternehmen, vor allem Transport- und Logistikunternehmen. Veendam ist ein regionales Einkaufs- und Versorgungszentrum.

## Geschichte
Die Stelle, wo sich Veendam jetzt befindet, war bereits in der Jungsteinzeit besiedelt. Wie alle umliegenden Orte entstand Veendam im 17. Jahrhundert, zwischen 1650 und 1655, als Siedlung von Torfstechern. 1791 wurde nahe Veendam die Moorleiche von Kibbelgaarn entdeckt.
Die Bebauung entstand entlang Moorkanälen (wijken), was im heutigen Ortsbild immer noch zu sehen ist. Im 19. Jahrhundert war Veendam ein wichtiges Zentrum der Binnenschifffahrt. Die umliegenden Ländereien eignen sich besonders zum Anbau von Industriekartoffeln. Das führte zur Gründung der Kartoffelmehl und -stärkefabrik AVEBE. Zwischen 1950 und 1980 belastete diese Industrie die Umwelt stark, insbesondere durch Wasserverschmutzung. Dann wurden Maßnahmen getroffen, die die Belastung der Umwelt reduzierten.
Veendam war der Wohnsitz von Anthony Winkler Prins, der 1866–1882 die erste Enzyklopädie in niederländischer Sprache verfasste.

## Politik

### Gemeinderat
Im Gemeinderat waren nach den Kommunalwahlen seit 1982 die Sitze jeweils folgendermaßen verteilt:
| Partei                                 | Sitze a | Sitze a | Sitze a | Sitze a | Sitze a | Sitze a | Sitze a | Sitze a | Sitze a | Sitze a | Sitze a |
| Partei                                 | 1982    | 1986    | 1990    | 1994    | 1998    | 2002    | 2006    | 2010    | 2014    | 2018    | 2022    |
| -------------------------------------- | ------- | ------- | ------- | ------- | ------- | ------- | ------- | ------- | ------- | ------- | ------- |
| GemeenteBelangen Veendam               | 1       | 1       | 5       | 2       | 1       | 7       | 5       | 8       | 6       | 7       | 7       |
| Federoalistische Partij Grönneger Bond | –       | 1       | –       | –       | –       | –       | –       | –       | –       | –       | –       |
| PvdA                                   | 10      | 13      | 9       | 8       | 10      | 6       | 10      | 6       | 4       | 4       | 5       |
| SP                                     | 0       | –       | 0       | –       | –       | –       | –       | –       | 4       | 3       | 3       |
| VeurUutKiekn                           | –       | –       | –       | –       | –       | –       | –       | 1       | 2       | 2       | 2       |
| VVD                                    | 4       | 3       | 2       | 3       | 4       | 3       | 2       | 2       | 1       | 1       | 1       |
| D66                                    | 1       | 1       | 1       | 3       | 1       | 1       | –       | 2       | 1       | 1       | 1       |
| GroenLinks                             | –       | –       | –       | –       | –       | 1       | 1       | 2       | 0       | 1       | 0       |
| CDA                                    | 4       | 3       | 3       | 3       | 3       | 2       | 2       | 1       | 2       | 1       | 1       |
| ChristenUnie                           | –       | –       | –       | –       | –       | 1       | 1       | 1       | 1       | 1       | 1       |
| Algemeen Ouderen Verbond               | –       | –       | –       | –       | 1       | –       | –       | –       | –       | –       | –       |
| Unie 55+                               | –       | –       | –       | –       | 1       | –       | –       | –       | –       | –       | –       |
| RPF                                    | 0       | 0       | 0       | 0       | 1       | –       | –       | –       | –       | –       | –       |
| GPV                                    | 0       | 0       | 0       | 0       | 1       | –       | –       | –       | –       | –       | –       |
| P                                      | –       | –       | 1       | 2       | 0       | –       | –       | –       | –       | –       | –       |
| CPN                                    | 1       | 0       | –       | –       | –       | –       | –       | –       | –       | –       | –       |
| Gesamt                                 | 21      | 21      | 21      | 21      | 21      | 21      | 21      | 21      | 21      | 21      | 21      |

Anmerkungen

### Bürgermeister
Seit dem 9. September 2024 ist Annelies Pleyte (VVD) amtierende Bürgermeisterin der Gemeinde. Zu ihrem College van B&W zählen die Beigeordneten Henk Jan Schmaal (Gemeentebelangen Veendam), Ans Grimbergen (PvdA), Bert Wierenga (VVD), Annelies Kleve (D66) sowie der Gemeindesekretär Arend Castelein.

### Städtepartnerschaften

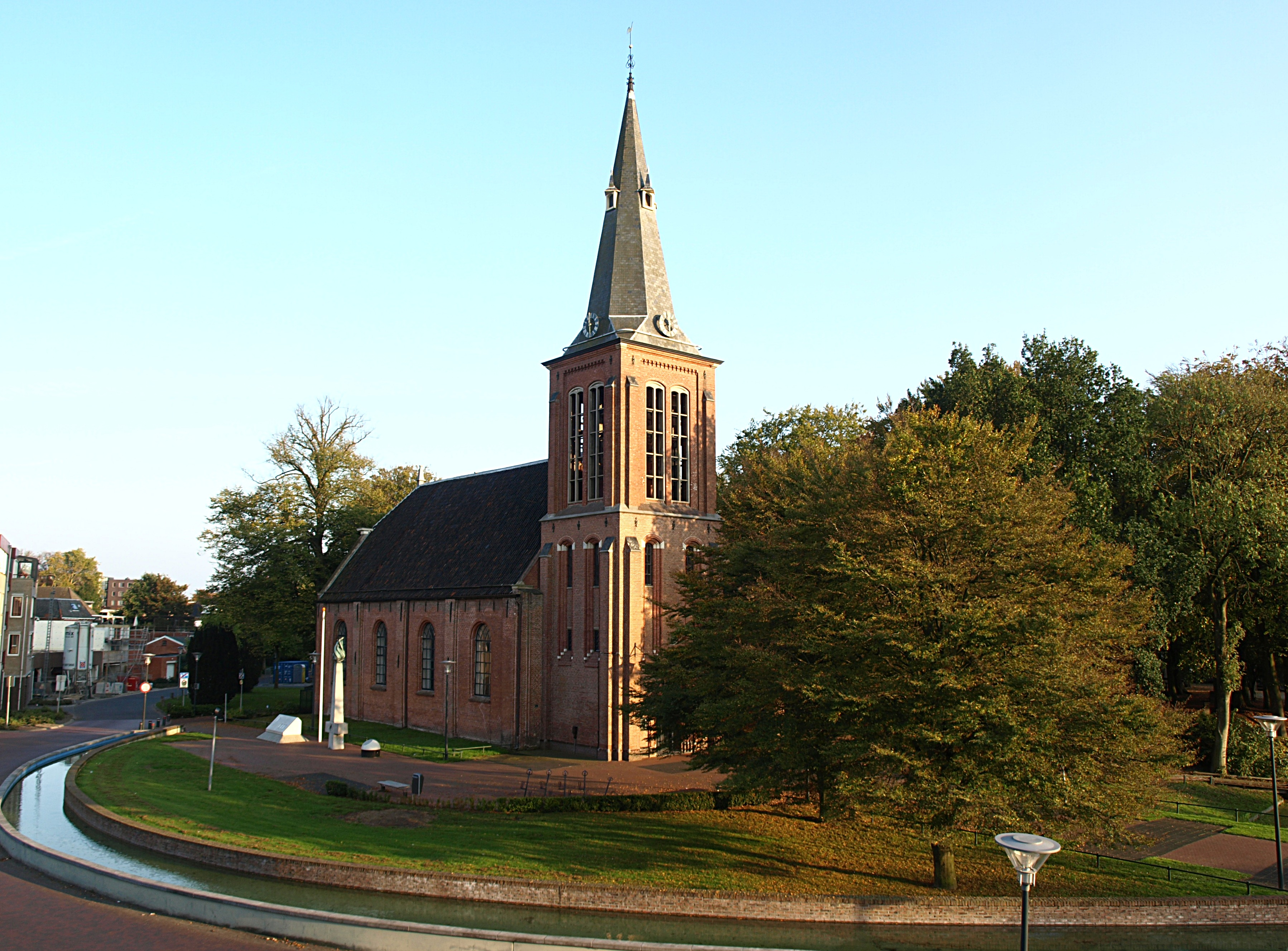
Veendam, reformierte Kirche

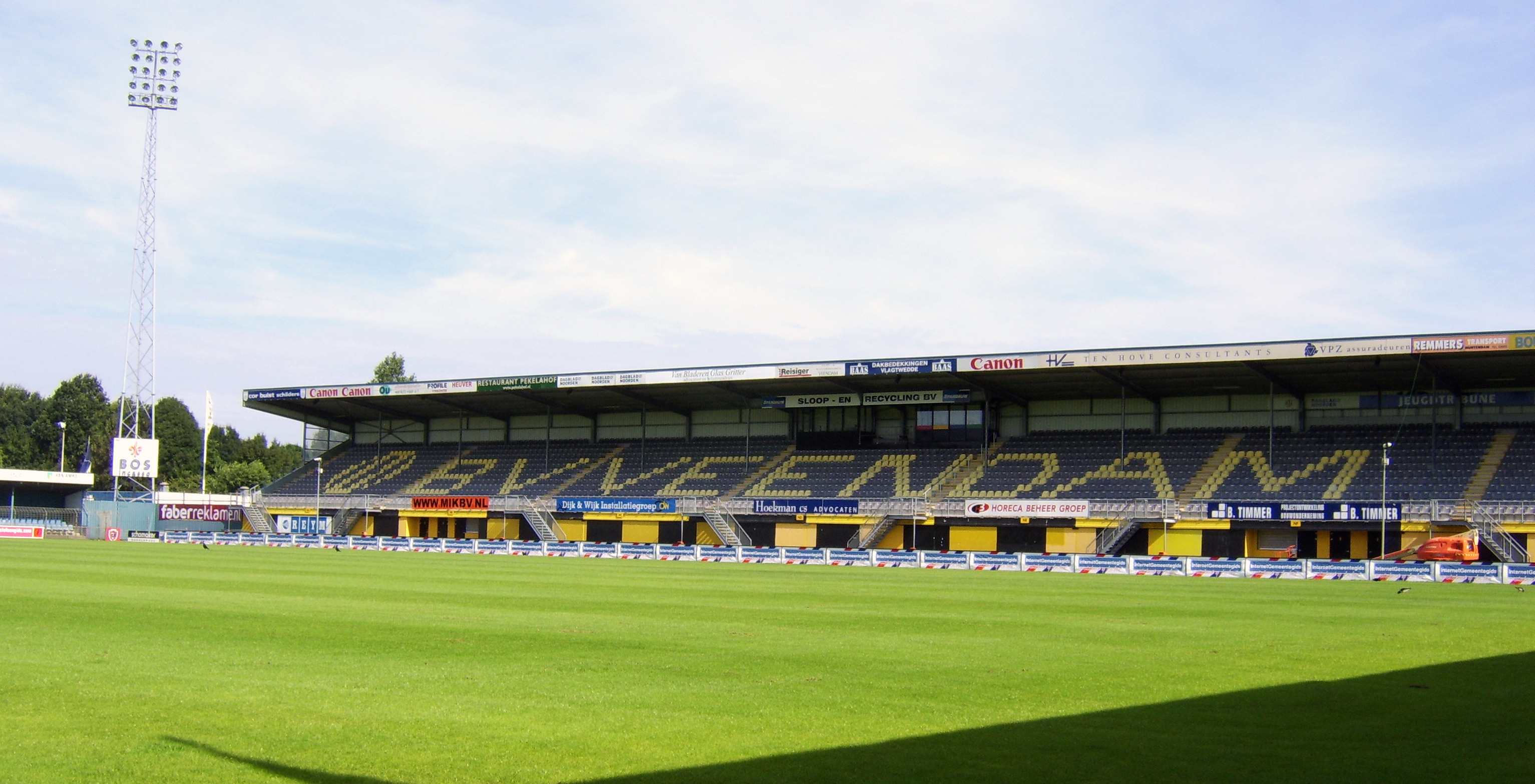
Stadion Langeleegte

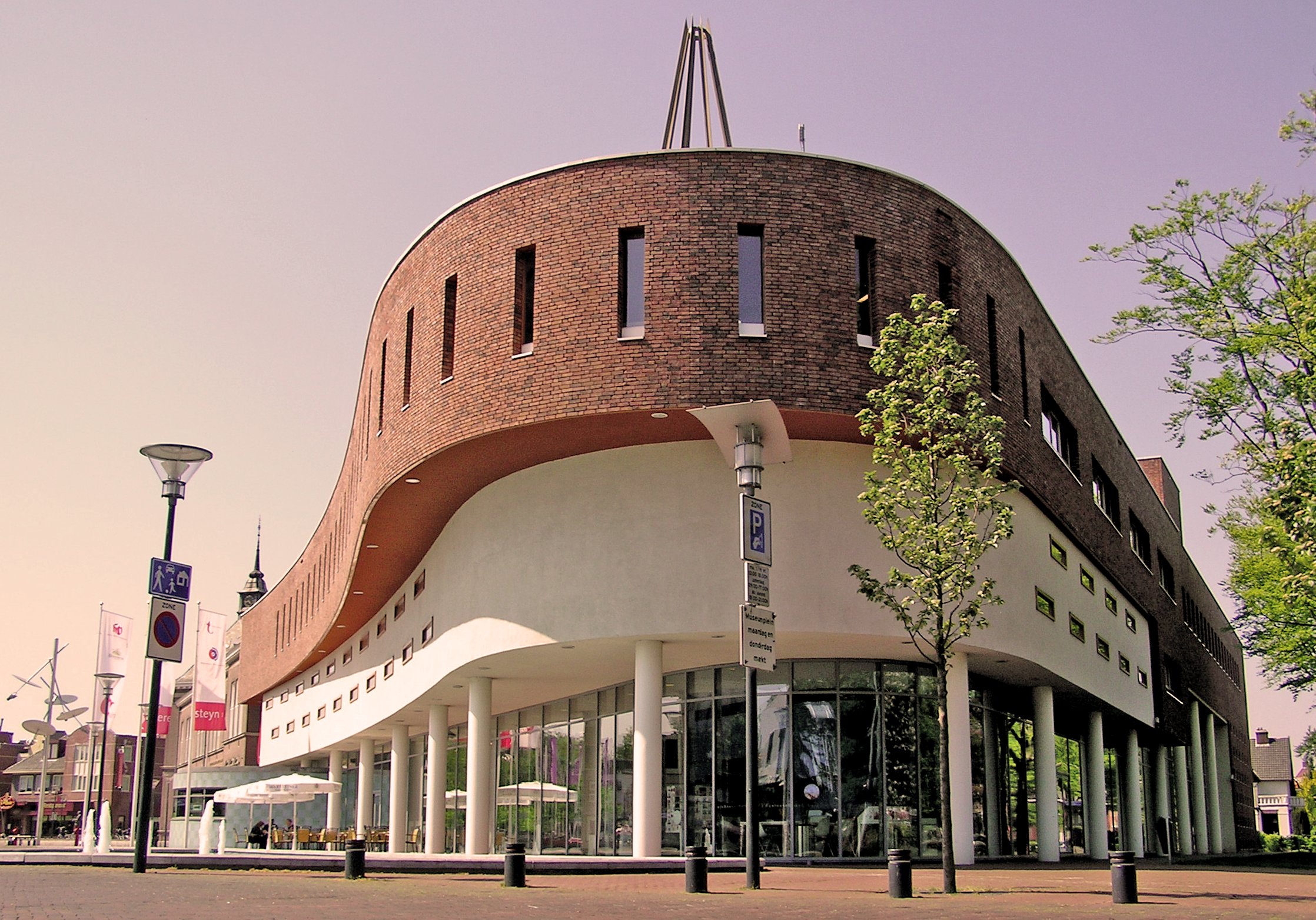
Kulturzentrum Van Beresteyn

- Gniezno, Polen

### Ehemalige Partnerstädte
Kelowna war von 1979 bis 2017 eine Partnerstadt Veendams

## Sehenswürdigkeiten
- Das Veenkoloniaal Museum, mit Ausstellungen zur Geschichte der Gegend und der Torfgewinnung, Kunst- und anderen Wechselausstellungen, sowie eine große Sammlung archäologische Fundstücke
- Das Naherholungsgebiet Borgerswold

## Sport
In Veendam war der Fußballverein SC Veendam zu Hause, der in der zweiten niederländischen Liga, der Jupiler League spielte. Ihr ehemaliges Stadion, mit dem mundartlich geprägten Namen De Langeleegte, (Niederländisch: „De lange laagte“. Deutsch: Die lange Niederung, also nicht wörtlich: „die lange Leere“) hat circa 6500 Plätze. In der Saison 2008/2009 wurde der BV Veendam Vorletzter in der zweiten Liga. Aus Insolvenzgründen wurde der Spielbetrieb am 2. April 2013 eingestellt.

## Söhne und Töchter der Stadt
- Herman Johannes Lam (1892–1977), Botaniker
- Bert Scheunemann (* 1954), Radrennfahrer
- Peter Windt (* 1973), Hockeyspieler
- Renate Groenewold (* 1976), Eisschnellläuferin
- Mark Bult (* 1982), Handballer
- Niels Scheuneman (* 1983), Radrennfahrer
- Ferhat Görgülü (* 1991), Fußballspieler
- Jeroen Zoet (* 1991), Fußballspieler